# Bunkovce
Bunkovce (ungarisch Bunkós – bis 1907 Bunkóc) ist eine Gemeinde im äußersten Osten der Slowakei mit 384 Einwohnern (Stand 31. Dezember 2024), die zum Okres Sobrance, einem Kreis des Košický kraj, gehört.

## Geographie
Die Gemeinde befindet sich im nordöstlichen Teil des Ostslowakischen Tieflands, auf rechtsseitigem Aggradationsdeich der Okna im Einzugsgebiet des Uh über den Nebenfluss Čierna voda. Das Ortszentrum liegt auf einer Höhe von 110 m n.m. und ist sieben Kilometer von Sobrance entfernt.
Nachbargemeinden sind Veľké Revištia im Nordwesten und Norden, Nižná Rybnica im Nordosten, Ostrov im Osten, Blatné Remety im Südosten, Süden und Südwesten und Blatné Revištia im Westen.

## Geschichte

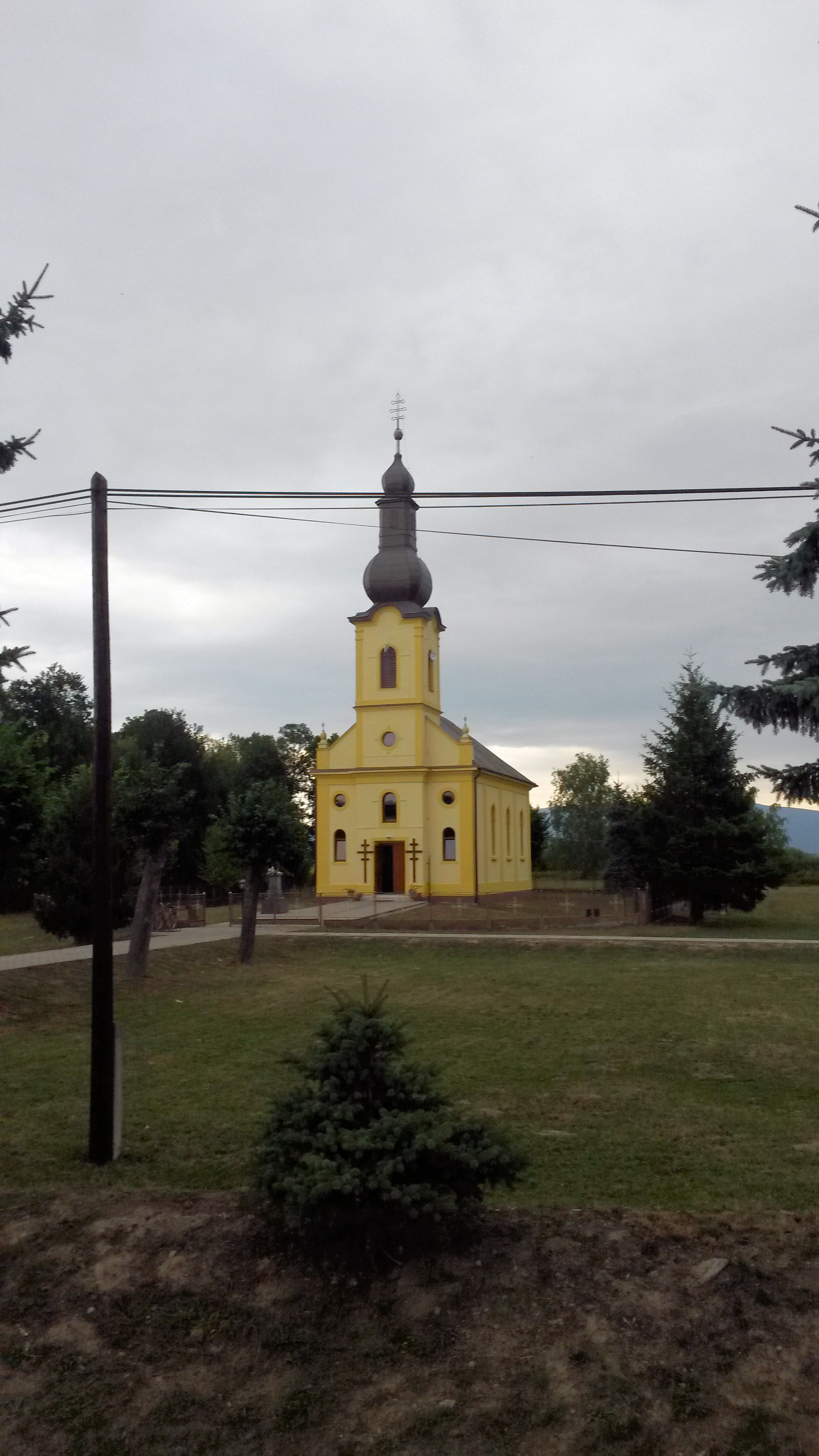
Kirche im Ort

Bunkovce wurde zum ersten Mal 1358 als Bonkhaza schriftlich erwähnt, weitere historische Bezeichnungen sind unter anderen Bunkocz (1420), Bunkoch (1427) und Bunkovce (1808). Das schon vorher bestehende Dorf wurde nach deutschem Recht weiter besiedelt und war Teil der Herrschaft von Großmichel und Jasenov, im 19. Jahrhundert besaßen die Familien Dravetzky und Mariássy die Ortsgüter. 
1427 wurden 20 Porta verzeichnet. 1715 gab es drei Haushalte, 1828 zählte man 35 Häuser und 261 Einwohner, die als Landwirte tätig waren.
Bis 1918/1919 gehörte der im Komitat Ung liegende Ort zum Königreich Ungarn und kam danach zur Tschechoslowakei beziehungsweise heute Slowakei. Als Folge des Slowakisch-Ungarischen Kriegs war der Ort von 1939 bis 1944 noch einmal Teil Ungarns. Nach dem Zweiten Weltkrieg wurde 1958 die örtliche Einheitliche landwirtschaftliche Genossenschaft (Abk. JRD) gegründet, die 1963 an das Staatsgut ging, ein Teil der Einwohner pendelte zur Arbeit in Industriebetriebe in der Umgebung.

## Bevölkerung
| Jahr                | 1994 | 2004     | 2014     | 2024    |
| ------------------- | ---- | -------- | -------- | ------- |
| Anzahl der Personen | 272  | 333      | 383      | 384     |
| Unterschied         |      | +22,42 % | +15,01 % | +0,26 % |

| Jahr                | 2023 | 2024    |
| ------------------- | ---- | ------- |
| Anzahl der Personen | 387  | 384     |
| Unterschied         |      | −0,77 % |

Nach der Volkszählung 2011 wohnten in Bunkovce 361 Einwohner, davon 324 Slowaken, neun Tschechen, drei Ukrainer und ein Russine. 24 Einwohner machten keine Angabe zur Ethnie.
207 Einwohner bekannten sich zur griechisch-katholischen Kirche, 80 Einwohner zur römisch-katholischen Kirche, 41 Einwohner zur reformierten Kirche, 11 Einwohner zur apostolischen Kirche, acht Einwohner zu den christlichen Gemeinden, sechs Einwohner zur orthodoxen Kirche und fünf Einwohner zur reformierten Kirche. 18 Einwohner waren konfessionslos und bei 26 Einwohnern wurde die Konfession nicht ermittelt.

## Bauwerke
- griechisch-katholische Kirche Entschlafung der allheiligen Gottesgebärerin im neobarocken Stil aus dem Jahr 1932[6]

## Verkehr
Durch Bunkovce führt die Cesta III. triedy 3797 („Straße 3. Ordnung“) von Blatné Remety nach Nižná Rybnica (Anschluss an die Cesta I. triedy 19 („Straße 1. Ordnung“)).